# Paula Gosling
Paula Gosling, gebürtig Paula Osius, (* 12. Oktober 1939 in Detroit, Michigan) ist eine amerikanisch-britische Kriminalschriftstellerin, die seit 1964 in England lebt. Vereinzelt schreibt sie unter den Pseudonymen Ainslie Skinner und Holly Baxter.

## Leben
Als Tochter eines Erfinders aus Detroit erstaunte Paula Osius bereits ihre Lehrer an der staatlichen Wayne State University in  Detroit über ihre Fähigkeiten in der Dichtkunst. Nach ihrem Universitätsabschluss war sie als Texterin in einer ortsansässigen Werbeagentur tätig. Unzufrieden mit der dortigen Arbeit und auf der Suche nach Abenteuer und Romantik siedelte sie 25-jährig gemeinsam mit einer Freundin nach England über. In einer Londoner Werbeagentur lernte sie ihren späteren Ehemann Christopher Gosling kennen, den sie 1968 heiratete. Aus der Ehe gingen zwei Töchter hervor, Abigail und Emelie. Diese Zeitspanne bestimmte die Grundlage ihrer Schriftstellerei: Während ihr Mann arbeitete, fühlte sich Gosling nicht ausgelastet und begann selbst zu schreiben. Gleich der erste Roman A Running Duck (dt. Töten ist ein einsames Geschäft) wurde zum Erfolg und sicherte ihr 1978 die Auszeichnung für den besten Erstlingsroman der britischen Crime Writers’ Association (CWA).
Die Ehe mit Christopher Gosling wurde 1977 geschieden. 1981 heiratet Paula Gosling den Geschäftsmann John Hare, nutzte jedoch den Nachnamen Gosling weiterhin für ihre nachfolgenden Veröffentlichungen. Gosling lebt in Bath im Westen Englands.
Paula Gosling ist Mitglied der britischen Autorenvereinigung Crime Writers’ Association (CWA), war dort Vorstandsmitglied von 1984 bis 1990 und 1988/1989 Vorsitzende des CWA-Komitees. Viele ihrer Romane liegen in deutscher Übersetzung vor.

## Auszeichnungen / Ehrungen
- 1978 John Creasey Memorial Dagger (Bester Erstlingsroman) der britischen Crime Writers’ Association (CWA) für A Running Duck (dt. Töten ist ein einsames Geschäft)
- 1985 Gold Dagger der britischen Crime Writers’ Association (CWA) für Monkey Puzzle (dt. Tod auf dem Campus)

Nominierung 1988 für den Edgar Allan Poe Award – Kategorie Beste Kurzgeschichte der Mystery Writers of America (MWA) für Mr. Felix.
In der CWA-Liste der 100 besten Kriminalromane aller Zeiten findet sich A Running Duck auf Platz 63. Auch Jo Ann Vicarel ehrt den Roman für das Jahr 1978 in A Reader’s Guide to the Police Procedural.
Ebenso findet sich The Zero Trap für das Jahr 1979 in der Liste der 100 besten Kriminalromane des 20. Jahrhunderts der Independent Mystery Booksellers Association (IMBA).
William F. Deeck’s My One Hundred Best Mystery Books verzeichnet Hoodwink als besten Kriminalroman für das Jahr 1988.

## Werke

### Jack Stryker-Serie
- 1985 Monkey Puzzle (dt. Tod auf dem Campus. Rowohlt, Reinbek 1988, ISBN 3-499-42858-X)
- 1989 Backlash (dt. Der Polizistenkiller. Rowohlt, Reinbek 1990, ISBN 3-499-42971-3)
- 2002 Ricochet

### Luke Abbott-Serie
- 1986 The Wychford Murders (dt. Blut auf den Steinen. Rowohlt, Reinbek 1988, ISBN 3-499-42826-1)
- 1991 Death Penalties (dt. Alpträume. Rowohlt, Reinbek 1993, ISBN 3-499-43070-3)

### Blackwater Bay-Serie
- 1992 The Body in Blackwater Bay (dt. Leiche im Paradies. Rowohlt, Reinbek 1993, ISBN 3-499-43104-1)
- 1993 A Few Dying Words (dt. Das Spiel wird Ernst. Rowohlt, Reinbek 1995, ISBN 3-499-43195-5)
- 1995 The Dead of Winter (dt. Die Leiche unterm Eis. Rowohlt, Reinbek 1997, ISBN 3-499-43254-4)
- 1998 Death and Shadows (dt. Im Schatten der Toten. Rowohlt, Reinbek 1999, ISBN 3-499-43340-0)
- 2000 Underneath Every Stone

### Einzelwerke (Kriminalromane)
- 1978 A Running Duck[5][6] (dt. Töten ist ein einsames Geschäft. Rowohlt, Reinbek 1980, ISBN 3-499-42533-5)
- 1979 The Zero Trap (dt. Die Falle im Eis. Rowohlt, Reinbek 1981, ISBN 3-499-42572-6)
- 1980 Loser's Blues[7] (dt. Mord in concert. Rowohlt, Reinbek 1982, ISBN 3-499-42602-1)
- 1983 The Woman in Red (dt. Die Dame in Rot. Rowohlt, Reinbek 1984, ISBN 3-499-42681-1)
- 1988 Hoodwink (dt. Ein echtes Gaunerstück. Rowohlt, Reinbek 1989, ISBN 3-499-42939-X)
- 2004 Tears of the Dragon[8]

### Sonstige
- 1980 Mind's Eye (als Ainslie Skinner)[9]

### Kurzgeschichten  (Auswahl)
- 1987 Mr. Felix. In: Ellery Queen’s Mystery Magazine, Ausgabe Juli 1987
- 1990 A Fête Worse Than Death. In: Tim Heald, CWA (Hrsg.): A Classic English Crime
- 1991 The Perfect Alibi. In: H. R. F. Keating (Hrsg.): Crime Waves
- 1997 Killer. In: Philip Gardner, Neil Fuller (Hrsg.): Storyline: A Short Story Anthology

## Filme
- 1986 Cobra (dt. Die City-Cobra)[10] nach dem Roman Fair Game. Regie: George P. Cosmatos. Drehbuch: Paula Gosling, Sylvester Stallone. Hauptdarsteller: Sylvester Stallone, Brigitte Nielsen und Reni Santoni.
- 1995 Fair Game (dt. Fair Game)[11], Zweitverfilmung nach dem gleichnamigen Roman. Regie: Andrew Sipes. Drehbuch: Paula Gosling, Charlie Fletcher. Hauptdarsteller: William Baldwin, Cindy Crawford und Steven Berkoff